# Dżyzak
Dżyzak (uzb. Jizzax) – miasto w Uzbekistanie, nad rzeką Sanzar. Liczy 138,4 tys. mieszkańców (2004). Stolica wilajetu dżyzackiego.
Miasto jest ośrodkiem przemysłu materiałów budowlanych, elektrotechnicznego, maszynowego, chemicznego, lekkiego i spożywczego. Znajduje się tu także wyższa szkoła pedagogiczna. Dżyzak wzmiankowany jest już od X wieku. W pobliżu miasta znajduje się Park Narodowy Zaamin.